# هنری اوکروال
هنری اوکروال (انگلیسی: Henry Åkervall; ۲۴ اوت ۱۹۳۷ – ۱۸ فوریهٔ ۲۰۰۰) بازیکن هاکی روی یخ اهل کانادا بود.